# M (standard di videoregistrazione)
Il formato M è uno standard di videoregistrazione professionale, sviluppato e commercializzato nel 1982 da Matsushita e RCA, proposto come alternativa al formato Betacam della SONY.
Lo stesso formato, con il nome Recam (REcording CAMera), fu commercializzato anche dalla Panasonic (divisione della stessa Matsushita) e dalla Ampex.

## Aspetti tecnici
Allo stesso modo in cui il betamax fu sviluppato partendo dalle videocassette all'ossido del sistema betamax, il formato M utilizzava le stesse comuni videocassette del sistema VHS, registrando però il video a componenti e con il nastro fatto scorrere a una velocità molto più elevata del VHS (un nastro da 120 minuto ne dura solo 20 in formato M): questo assicurava una qualità d'immagine molto più elevata, con una larghezza di banda di circa 4 MHz. 
Il nome del formato, M, deriva dallo schema di avvolgimento del nastro attorno al tamburo di scansione, che assomiglia a questa lettera maiuscola. Si tratta dello stesso tipo di avovlgimento usato dal VHS.

## Insuccesso di mercato
Il formato non ebbe successo nell'industria e nel campo professionale, probabilmente per il marketing scadente e per la chiusura del settore broadcast della RCA nel 1984, poco dopo l'introduzione del formato.
Nel, 1986, la Panasonic sviluppò il formato MII, come concorrente del Betacam SP.